# Khổng Tú
Khổng Tú (chữ Hán: 孔秀, bính âm: Kong Xiu, mất năm 200) là một nhân vật hư cấu trong tiểu thuyết lịch sử Tam Quốc diễn nghĩa của nhà văn La Quán Trung. Trong tiểu thuyết này Khổng Tú được mô tả là một vị tướng của Tào Tháo - một bá vương trong thời kỳ Tam Quốc của lịch sử Trung Quốc, Khổng Tú được giao nhiệm vụ là tướng giữ cửa quan Đông Lĩnh (ngày nay là phía nam của Đăng Phong, Hà Nam. Khổng Tú đã bị Quan Vũ giết hại khi ngăn không cho ông này tìm về với người anh kết nghĩa của mình là Lưu Bị, điều đó được thể hiện trong điển tích "qua năm ải, chém sáu tướng" tại Hồi thứ 27, trong đó Khổng Tú là viên tướng bị chém đầu tiên.

## Câu chuyện

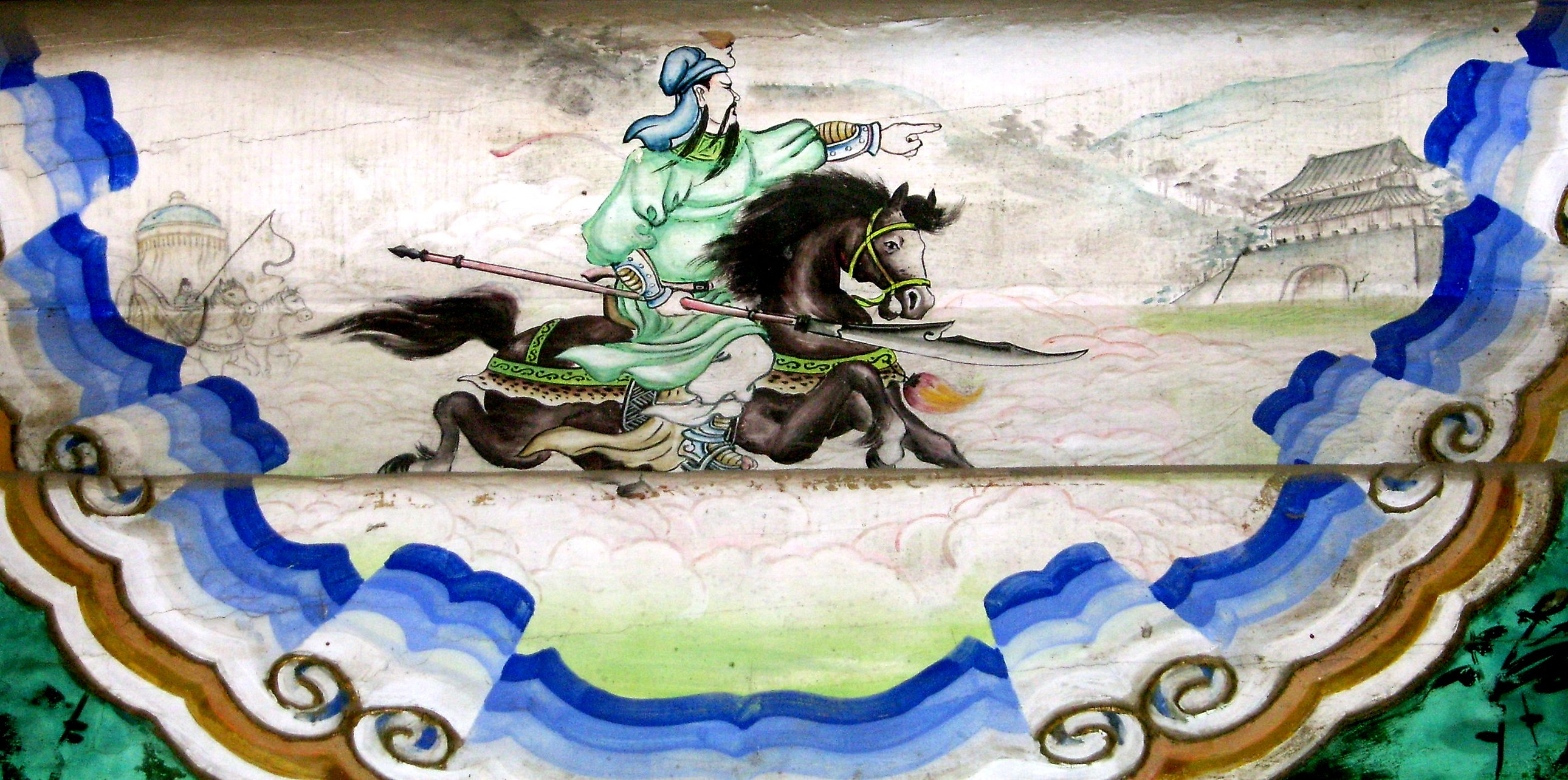
Quan Vũ hộ tống hai vị phu nhân

Sau khi Quan Vũ từ biệt Tào Tháo để đi về phương Bắc. Đi đến một cửa quan là cửa Đông Lĩnh và Khổng Tú được chịu trách nhiệm trấn giữ ở đây. Khổng Tú được bổ nhiệm làm tướng giữ cửa quan và dưới quyền có năm trăm quân sĩ, đóng quân trên ngọn núi. Quân sĩ lên núi báo với Khổng Tú về việc Quan Vũ xin thông quan, quá cảnh, Khổng Tú cũng ra cửa quan tiếp đón. Khổng Tú xét hỏi Quan Vũ đi đâu và được biết là sẽ đi về với Viên Thiệu ở Hà Bắc, đó chính là người đối đầu với thừa tướng Tào Tháo, chính vì vậy Khổng Tú yêu cầu Quan Vũ xuất trình giấy tờ nhưng Quan Vũ không có, vì vậy Khổng Tú đã áp dụng cách xử lý là "nếu không có giấy tờ, tôi phải sai người trình thừa tướng, rồi mới dám để tướng quân đi" vì đây là "phép tắc bắt buộc, phải thế mới được".
Nhưng Quan Vũ quá ngang ngược, sợ lỡ mất hành trình nên không chấp hành quy định, Khổng Tú buộc phải đưa ra giải pháp là "Muốn đi thì phải để già trẻ lại đây làm con tin". Tuy nhiên Quan Vũ nổi giận, cầm đao toan giết Khổng Tú. Khổng Tú phải chạy vào cửa quan, nổi trống họp quân, mặc áo giáp, lên ngựa, kéo ra cửa quân. Quan Vũ cầm long đao, giục ngựa tiến thẳng vào đánh Khổng Tú. Khổng Tú vác giáo, nghênh chiến với Quan Vũ. "Hai ngựa đấu nhau chỉ được một hiệp, Tú bị chém chết ngã dưới chân ngựa". Sau khi giết Khổng Tú, quan vũ có giải thích với quân sĩ dưới quyền của Khổng Tú là "ta giết Khổng Tú là bất đắc dĩ. Việc này không liên can gì đến các ngươi. Nhờ các ngươi thưa lại với thừa tướng: "Khổng Tú muốn hại ta, nên ta phải giết đi"."

## Trọng Tương vấn Hán
Trong tác phẩm Trọng Tương vấn Hán, Không Tú được đề cập đến là hậu kiếp của Hạ Quản một trong sáu tướng phản bội Hạng Vũ, nên đã phải trả giá vì hành vi của kiếp trước.